# Omphaliaster kyrtosporus
Omphaliaster kyrtosporus är en svampart som först beskrevs av E. Horak, och fick sitt nu gällande namn av Machiel Evert ("Chiel") Noordeloos 1983. Omphaliaster kyrtosporus ingår i släktet Omphaliaster och familjen Tricholomataceae.   Inga underarter finns listade i Catalogue of Life.